# Galepsus machadoi
Galepsus machadoi es una especie de mantis de la familia Tarachodidae.

## Distribución geográfica
Se encuentra en Angola.